# Munis Dabbur
Munis Dabbur (arab. ‏مؤنس دبور‎, hebr. ‏מואנס דאבור‎, ur. 14 maja 1992 w Nazarecie) – izraelski piłkarz występujący na pozycji napastnika w niemieckim klubie TSG 1899 Hoffenheim oraz w reprezentacji Izraela.

## Kariera klubowa
Swoją karierę piłkarską rozpoczął w klubie Maccabi Nazaret. W sezonie 2009/2010 został włączony do kadry pierwszego zespołu i wtedy też zadebiutował w Ligat ha’Al. Po tamtym sezonie odszedł do Maccabi Tel Awiw. W jego barwach zadebiutował 21 sierpnia 2011 w wygranym 3:1 wyjazdowym meczu z Hapoelem Petach Tikwa. W debiutanckim sezonie stał się podstawowym zawodnikiem Maccabi. W sezonie 2012/2013 wywalczył z nim tytuł mistrza Izraela.
W lutym 2014 roku podpisał trzyipółletni kontrakt z opcją przedłużenia o kolejny rok ze szwajcarskim klubem Grasshopper Club. Kwota transferu wyniosła 425 tysięcy dolarów. W Swiss Super League zadebiutował 16 lutego 2014 w wygranym 5:1 wyjazdowym meczu z FC Sankt Gallen i w debiucie zdobył dwa gole. W sezonie 2013/2014 wywalczył z Grasshoppers wicemistrzostwo Szwajcarii.
Latem 2016 roku odszedł do Red Bull Salzburg. Zadebiutował w nim 23 lipca 2016 w przegranym 1:3 wyjazdowym meczu ze Sturmem Graz.
| Sezon   | Klub                | Kraj       | Rozgrywki        | Mecze | Bramki |
| ------- | ------------------- | ---------- | ---------------- | ----- | ------ |
| 2009/10 | Maccabi Nazaret     | Izrael     | Ligat ha’Al      | 5     | 0      |
| 2010/11 | Maccabi Tel Awiw    | Izrael     | Ligat ha’Al      | 0     | 0      |
| 2011/12 | Maccabi Tel Awiw    | Izrael     | Ligat ha’Al      | 26    | 8      |
| 2012/13 | Maccabi Tel Awiw    | Izrael     | Ligat ha’Al      | 26    | 10     |
| 2013/14 | Maccabi Tel Awiw    | Izrael     | Ligat ha’Al      | 14    | 4      |
| 2013/14 | Grasshopper Club    | Szwajcaria | Super League     | 15    | 9      |
| 2014/15 | Grasshopper Club    | Szwajcaria | Super League     | 32    | 13     |
| 2015/16 | Grasshopper Club    | Szwajcaria | Super League     | 35    | 19     |
| 2016/17 | Red Bull Salzburg   | Austria    | Bundesliga       | 15    | 2      |
| 2016/17 | Grasshopper Club    | Szwajcaria | Super League     | 13    | 7      |
| 2017/18 | Red Bull Salzburg   | Austria    | Bundesliga       | 32    | 22     |
| 2018/19 | Red Bull Salzburg   | Austria    | Bundesliga       | 29    | 20     |
| 2019/20 | Sevilla FC          | Hiszpania  | Primera División | 2     | 0      |
| 2019/20 | TSG 1899 Hoffenheim | Niemcy     | Bundesliga       | 6     | 0      |

## Kariera reprezentacyjna
W 2013 roku Dabour wystąpił z reprezentacją Izraela U-21 na Mistrzostwach Europy U-21. W dorosłej reprezentacji zadebiutował 2 czerwca 2014 w wygranym 4:2 towarzyskim meczu z Hondurasem, rozegranym w Houston. W 61. minucie tego meczu zmienił Omera Damariego.